# Walter Grotrian
Walter Robert Wilhelm Grotrian (21 avril 1890, Aix-la-Chapelle - 3 mars 1954,  Potsdam) est un astronome et astrophysicien allemand.
Il a découvert la poussière du milieu interplanétaire qui est à l'origine de la lumière zodiacale) en 1934 par l'étude du spectre de la couronne solaire. Cette poussière est une 
extension de la couronne solaire au-delà de l'orbite de la Terre qui reflète le rayonnement solaire, ce qui produit une illumination faible (la lumière zodiacale) qui peut se voir à l'occasion juste avant l'aube ou après le coucher du soleil.
Grotrian a étudié la ligne spectrale d'émission de la couronne solaire dans la région verte du spectre. À l'époque cette ligne ne pouvait être attribuée à aucun élément chimique connu, et on croyait qu'il provenait d'un nouvel élément nommé coronium par certains scientifiques. Grotrian et l'astrophysicien suédois Bengt Edlén ont démontré que les deux lignes d'émission observées proviennent des atomes de fer hautement ionisés qui ont perdu à peu près la moitié de leur 26 électrons. 

## Nommés en honneur de Grotrian
- Le cratère d'impact Grotrian (en) sur la Lune.
- Le diagramme de Grotrian en spectroscopie atomique qui indique les transitions permises entre les niveaux d'énergie atomiques.